# Saské Švýcarsko

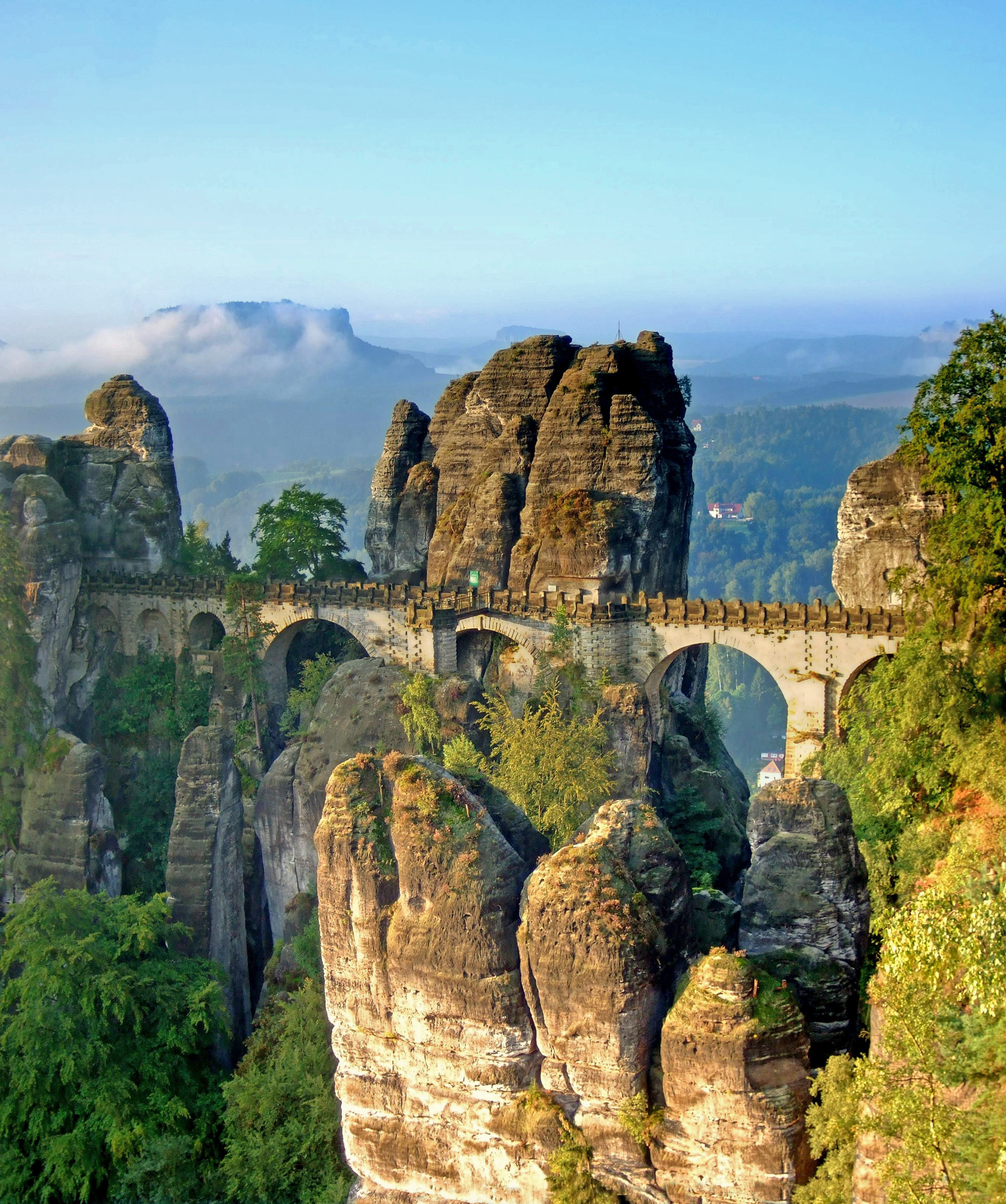
Most, spojující skalní věže Bastei v Saském Švýcarsku

Saské Švýcarsko (německy Sächsische Schweiz) je oblast v Německu, nacházející se jihovýchodně od Drážďan podél údolí řeky Labe, jejíž součástí je stejnojmenný národní park. Společně s českým národním parkem České Švýcarsko tvoří oblast známou jako Českosaské Švýcarsko (geomorfologicky jde o Děčínskou vrchovinu, alternativně též nazývanou Labské pískovce). Celá lokalita se nachází v zemském okrese Saské Švýcarsko-Východní Krušné hory (Landkreis Sächsische Schweiz-Osterzgebirge). Je využívána k horolezectví a mezi zdejší pamětihodnosti se řadí například pevnost Königstein.